# Otto III. (Solms-Laubach)
Otto Graf zu Solms-Laubach (zur Abgrenzung von den früheren regierenden Grafen von Solms-Laubach Otto III.) (* 26. Mai 1860 in Laubach; † 9. September 1904 ebenda) war ein hessischer Standesherr und Abgeordneter der ersten Kammer der Landstände des Großherzogtums Hessen.

## Leben
Solms-Laubach war der Sohn des Standesherren Friedrich Graf zu Solms-Laubach (1833–1900) und dessen Ehefrau Marianne geborene Gräfin zu Stolberg-Wernigerode (1836–1910). Solms-Laubach, der evangelischer Konfession war, heiratete am 14. April 1898 in Büdingen Emma geborene Prinzessin zu Ysenburg und Büdingen (1870–1944), die Tochter des Fürsten Bruno zu Ysenburg und Büdingen, und dessen Ehefrau Bertha geborene Gräfin zu Castell-Rüdenhausen. Aus der Ehe gingen zwei Söhne hervor. Der Ältere, Georg Friedrich Graf zu Solms-Laubach (1899–1969) folgte ihm formal als Standesherr und Abgeordneter nach. Da er aber bis zur Novemberrevolution minderjährig war, wurde er im Landtag vertreten. Der zweite Sohn Bernhard Bruno Graf zu Solms-Laubach (1900–1938) wurde Intendant des Theaters am Nollendorfplatz in Berlin und 1931–1933 Mitglied des Landtags des Volksstaats Hessen (NSDAP).
Solms-Laubach diente in der preußischen Armee und schied dort als Königlich Preußischer Rittmeister a. D. Im Jahr 1900 übernahm er die Standesherrschaft. Mit der Standesherrschaft verbunden war ein Mandat in der Ersten Kammer der Landstände des Großherzogtums Hessen, welches er von 1900 bis 1904 wahrnahm.